# وانگ شیائویان (بازیکن سافت‌بال)
وانگ شیائویان (انگلیسی: Wang Xiaoyan؛ زادهٔ ۱۳ نوامبر ۱۹۷۰) بازیکن سافت‌بال زن اهل چین بود. در بازی‌های المپیک تابستانی ۲۰۰۴ شرکت کرده‌است.